# Karlheinz Subklewe
Karlheinz Subklewe (* 6. Dezember 1950) ist ein ehemaliger deutscher Fußballspieler.

## Karriere
Bereits von 1969/70 bis 1971/72 spielte der junge Offensivspieler bei Rapide Wedding in der damals zweitklassigen Fußball-Regionalliga Berlin. Er kam von 1969 bis 1972 für Wedding auf 77 Ligaeinsätze und erzielte dabei 13 Tore. Subklewe glückte mit seiner neuen Mannschaft Tennis Borussia Berlin in seinem zweiten Jahr bei den „Veilchen“, in der Saison 1973/74, der Aufstieg in die Bundesliga. Zuerst wurde Subklewe mit Tennis Borussia überlegen Meister in der Regionalliga Berlin, es wurden nur drei Punkte abgegeben. In der Aufstiegsrunde setzte sich Tennis Borussia Berlin gegen den FC Augsburg, Rot-Weiß Oberhausen, Borussia Neunkirchen und den FC St. Pauli durch. Subklewe nahm an 3 Aufstiegsrundenspielen teil. Die erste Saison für Subklewe in der Bundesliga war nicht von Erfolg gekrönt, er kam auf 20 Einsätze und erzielte ein Tor, doch der Abstieg zum Saisonende konnte nicht verhindert werden, als Tabellenvorletzter musste der Gang in die zweite Liga angetreten werden. Die Saison 1975/76 war die zweite Saison der eingeführten 2. Bundesliga, die in zwei Staffeln durchgeführt wurde. Subklewe spielte mit den Berlinern in der Nordstaffel. Zum Saisonende standen Subklewe und Mannschaftskollegen auf dem ersten Tabellenplatz und feierten somit die Meisterschaft und den sofortigen Wiederaufstieg in die Bundesliga. Subklewe kam in 35 Ligaspielen zum Einsatz und erzielte 5 Tore, damit stand er immer im Schatten seines Sturmkollegen Norbert Stolzenburg, der mit 27 Toren Torschützenkönig, der Saison wurde. Auch die zweite Saison Subklewes im deutschen Fußball Oberhaus endete mit dem vorletzten Platz und dem Abstieg. In der Saison 1977/78 lief er zu Saisonbeginn noch für die Berlinernoch viermal in der 2. Bundesliga Nord auf, bevor er nach 146 Spielen und 25 Toren für die Veilchen in die 2. Bundesliga Süd zum FC 08 Homburg wechselte. Mit den Homburgern spielte er bis zum Abschluss der Saison 1980/1981 in der 2. Liga. Subklewes dritter Abstieg im deutschen Profi-Fußball bedeutet für Homburg, sowie für 21 weitere Mannschaften, durch Einführung der eingleisigen 2. Bundesliga, den Gang in die Fußball-Oberliga.
Insgesamt absolvierte Subklewe 142 Regionalligaspiele mit 28 Toren für Wedding und TeBe sowie 121 Spiele in der 2. Bundesliga mit 15 Toren für Tennis Borussia und den FC Homburg.